# Navalmanzano
Navalmanzano – gmina w Hiszpanii, w prowincji Segowia, w Kastylii i León, o powierzchni 32,79 km². W 2011 roku gmina liczyła 1186 mieszkańców.